# Lillhon
Lillhon är en sjö i Bergs kommun och Åre kommun i Jämtland och ingår i Indalsälvens huvudavrinningsområde. Sjön har en area på 0,172 kvadratkilometer och ligger 728,6 meter över havet. Lillhon ligger i Dammån-Storån Natura 2000-område. Sjön avvattnas av vattendraget Dammån (Storån).

## Delavrinningsområde
Lillhon ingår i det delavrinningsområde (699934-138866) som SMHI kallar för Utloppet av Lillhon. Medelhöjden är 756 meter över havet och ytan är 1,65 kvadratkilometer. Räknas de 57 avrinningsområdena uppströms in blir den ackumulerade arean 250,56 kvadratkilometer. Dammån (Storån) som avvattnar avrinningsområdet har biflödesordning 2, vilket innebär att vattnet flödar genom totalt 2 vattendrag innan det når havet efter 326 kilometer. Avrinningsområdet består mestadels av skog (28 procent) och sankmarker (55 procent). Avrinningsområdet har 0,16 kvadratkilometer vattenytor vilket ger det en sjöprocent på 9,6 procent.